# Gmina Lipiany
Die Gmina Lipiany ist eine Stadt-und-Land-Gemeinde im Powiat Pyrzycki der Woiwodschaft Westpommern in Polen. Ihr Sitz ist die gleichnamige Stadt (deutsch Lippehne) mit etwa 3900 Einwohnern.

## Geographie

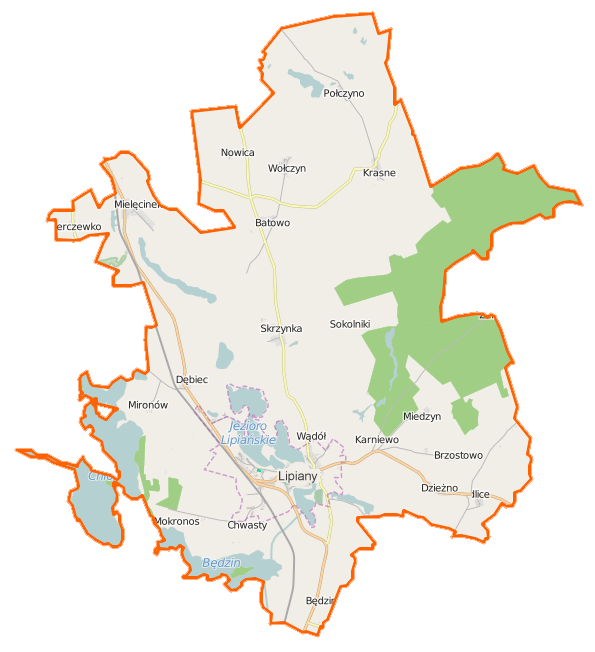
Karte der Gemeinde

Die Gemeinde liegt im Südwesten der Woiwodschaft. Die Kreisstadt Pyrzyce (Pyritz) liegt etwa acht Kilometer nördlich, Stettin etwa 50 Kilometer. Nachbargemeinden sind im Powiat Pyrzycki Pyrzyce im Norden sowie Przelewice im Nordosten und im Powiat Myśliborski Barlinek im Südosten sowie Myślibórz im Süden und Westen.
Die Gemeinde hat eine Fläche von 94,6 km², von der 67 Prozent land- und 14 Prozent forstwirtschaftlich genutzt werden. Die Landschaft gehört zur Neumark. Im Südwesten des Gemeindegebiets gibt es drei größere Seen, Chłop mit 327 Hektar (ha), Wądół (Jezioro Lipiańskie) mit 154 ha und Będzin mit 140 ha.

## Geschichte
Die Landgemeinde Lipiany wurde 1973 aus Gromadas wieder gebildet. Stadt- und Landgemeinde wurden 1990/1991 zur Stadt-und-Land-Gemeinde zusammengelegt. Ihr Gebiet kam 1975 von der Woiwodschaft Stettin zur gleichnamigen Woiwodschaft kleinen Zuschnitts, der Powiat wurde aufgelöst. Zum 1. Januar 1999 kam die Gemeinde zur Woiwodschaft Westpommern und wieder zum Powiat Pyrzycki.

## Partnerschaften
Gemeindepartnerschaften bestehen seit 1998 mit Saint-Genest-d’Ambière (Vienne) in Frankreich und seit 2000 mit Wietzendorf in der Lüneburger Heide.

## Gliederung
Zur Stadt-und-Land-Gemeinde (gmina miejsko-wiejska) Lipiany gehören neben der namensgebenden Stadt zwölf Dörfer (deutsche Namen, amtlich bis 1945) mit einem Schulzenamt (solectwo):
- Batowo (Batow)
- Dębiec (Eichhorst)
- Derczewko (Karolinsburg)
- Jedlice (Augusthof)
- Krasne (Kraazen)
- Miedzyn (Meinhof)
- Mielęcinek (Neu Mellentin)
- Nowice (Neukrügerskampe)
- Osetna (Johannisberg)
- Połczyno (Gustava)
- Skrzynka (Grüneberg)
- Wołczyn (Kinderfreude)

Kleinere Orte (Weiler) der Gemeinde ohne Schulzenamt sind Józefin (Albertinenhof), Małcz (Malzmühle), Mironów (Wilhelmshöhe) und Żarnowo (Altsarnow).
Ortsteile der Dörfer sind:
- Będzin (Louisenhöhe)
- Brzostowo (Freiheitsfelde)
- Czajczyn
- Dołżyn
- Dzieżno (Emmashof)
- Głębokie (Ferdinandsthal)
- Jarzębnik (Tanger)
- Łasiczyn (Splinter Krug)
- Łosiniec (Karlsruhe)
- Mielnik (Sieferts Mühle)
- Mierzawy (Karlsfelde)
- Mokronos (Justinenwalde)
- Piaśnik
- Przywodzie (Brügge)
- Sokolniki (Friedberg)
- Sulino (Ebenau)
- Świerszczyki
- Wądół (Wilhelmsfreude)
- Wielice (Ferdinandshof)
- Wojnowice (Ohnewitz)

## Verkehr
Die Schnellstraße S3 (E65) wird westlich an der Gemeinde vorbei geführt. Die Woiwodschaftsstraße DW119 (ehemals DK3) führt über die Kreisstadt Pyrzyce nach Stettin. Im Süden wird bei Renice  (Rehnitz) die Landesstraße DK26 erreicht. Die in Lipiany abzweigende DW156 führt über Barlinek (Berlinchen) nach Strzelce Krajeńskie (Friedeberg (Neumark)).
Der nächste internationale Flughafen ist Stettin.
Der Personenverkehr auf der Bahnstrecke Pyrzyce–Głazów mit dem Bahnhof Lipiany wurde im Jahr 2000 eingestellt.